# Suomen teknillinen seura
Suomen teknillinen seura (STS) var en finländsk sammanslutning för diplomingenjörer och arkitekter med säte i Helsingfors.
Sammanslutningen grundades 1896 under namnet Suomenkielisten teknikkojen seura. I begynnelsen var det främsta syftet att stödja det finska språkets utveckling inom branschen. men senare kom främjandet av de tekniska vetenskaperna och Finlands näringsliv alltmer på agendan. Sammanslutningen grundade 1972 tillsammans med Tekniska Föreningen i Finland fackorganisationen Högskoleingenjörernas och arkitekternas centralförbund och gick 1993 samman med detta, varvid Teknikens Akademikerförbund (TEK) uppstod.